# Sodebo (IMOCA)
Pour les articles homonymes, voir Sodebo (homonymie).
Sodebo – Savourons la vie est un monocoque de compétition de la classe 60 pieds IMOCA lancé en 1998. Il a terminé quatre Vendée Globe, sous les noms de Sodebo en 2000, VMI en 2004, Akena Vérandas en 2008 et Team Plastique en 2012. En 2016, 44 est abandonné en Atlantique par son skipper Richard Tolkien à la suite d'une blessure avant d'être sabordé.

## Historique
À sa mise à l'eau, Sodebo présente la particularité d'avoir un mât-aile inclinable de 15°, dépourvu de haubans.
Après sa 6e place lors de la Route du Rhum 2014, Alessandro Di Benedetto fait l'acquisition d'un nouveau 60 pieds et met Team Plastique en vente pour la somme de 300 000 euros. Racheté par le Britannique Richard Tolkien, il est abandonné par celui-ci le 13 mai 2016 pendant la Transat anglaise 2016, en raison d'une blessure de son skipper.
- De 1998 à 1999 : Sodebo, skippé par Raphaël Dinelli
- De 1999 à 2002 : Sodebo, skippé par Thomas Coville
- De 2002 à 2005 : VMI, skippé par Sébastien Josse.
- En 2006 : Brit Air, skippé par Armel Le Cléac'h.
- De 2007 à 2010 : Akena Vérandas skippé par Arnaud Boissières.
- De 2011 à 2015 : Team Plastique, skippé par Alessandro Di Benedetto.
- 2015-2016 : 44, skippé par Richard Tolkien

Le 13 mai 2016, lors de la transat anglaise, Richard Tolkien se blesse à la tête lorsque le point d'attache de l'enrouleur de trinquette s'arrache du pont. À cet instant, le bateau et son skipper se trouvent à 880 nautiques à l'ouest de l'île d'Horta. Tolkien est secouru par le cargo Anton Topic à 21 h 40. Une fois sur terre, l'équipe technique du skipper suit la dérive du bateau. En juin, depuis les Bermudes, à bord d'un catamaran de croisière, l'équipe technique décide de rejoindre le voilier qui dérive désormais à 500 nautiques d'Horta et de le saborder. Lorsqu'elle arrive sur zone, 44 est fortement endommagé et démâté. Néanmoins, ils ne parviennent qu'à le faire couler partiellement et le  bateau de Tolkien reste entre deux eaux,,.
Lors de la transat New York-Vendée, Paul Meilhat, à bord de SMA se retrouve sur la route du bateau encore à la dérive et doit empanner pour l'éviter,.

Le 2 décembre 2017, il est retrouvé échoué à Porto Rico sur l'une des plages de Vieques.

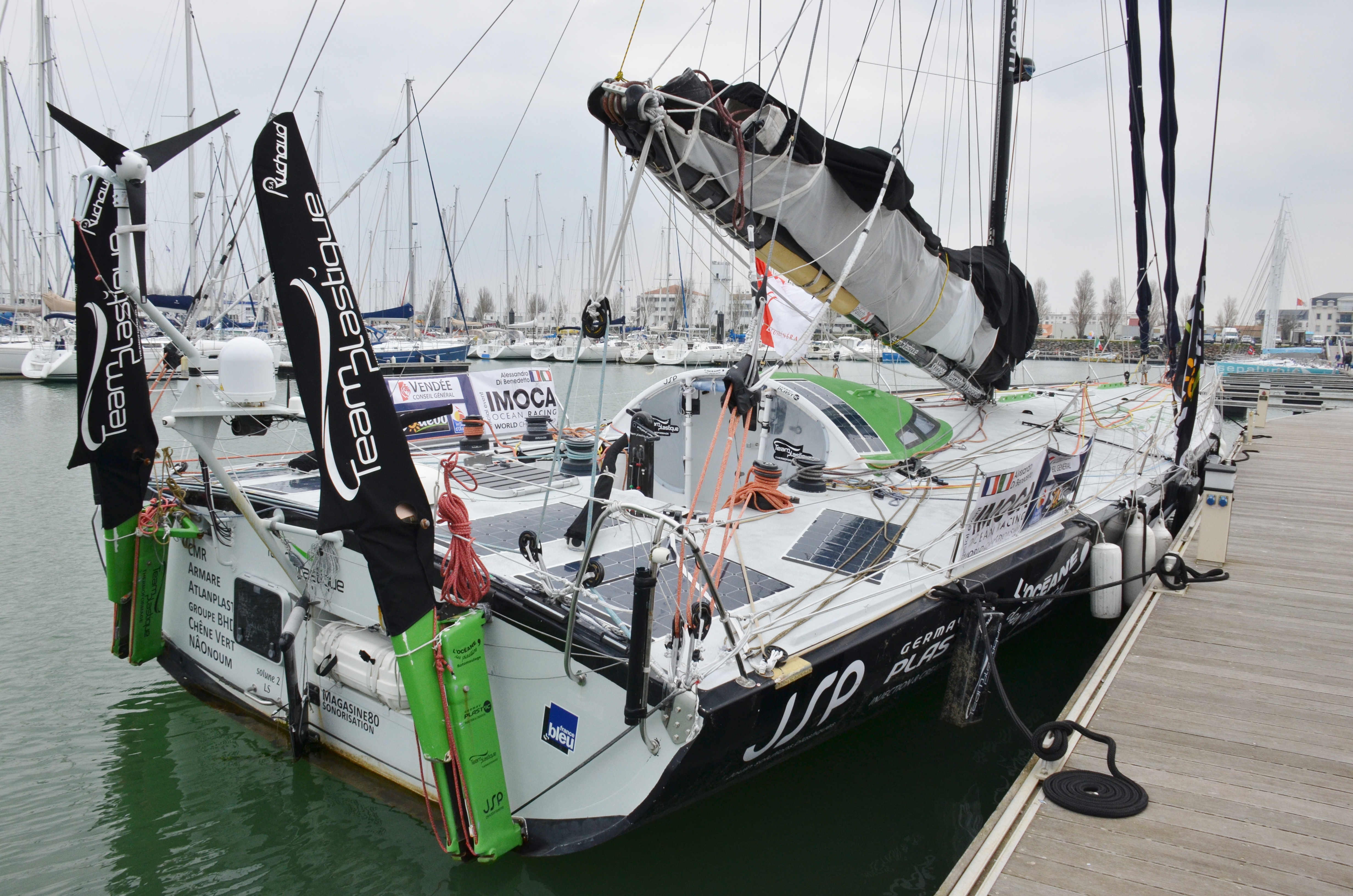
Team Plastique en 2013

## Palmarès

### Team Plastique
Avec Alessandro Di Benedetto
- 2014 : 6e de la Route du Rhum-Destination Guadeloupe (Team Plastique-AFM Téléthon)
- 2013 : 9e de la Transat Jacques Vabre avec Alberto Monaco (précédés de seulement 9 secondes par Initiatives-Cœur)[7]
- 2013 : 11e du Vendée Globe

### Akena Vérandas
Avec Arnaud Boissières
- 2009 : 7e du Vendée Globe
- 2008 : 7e de l'Artemis Transat
- 2007 : 12e de la Transat Jacques-Vabre avec Jean-Philippe Chomette

### Brit Air
Avec Armel Le Cléac'h
- 2006 : 4e de la Route du Rhum

### VMI
Avec Sébastien Josse
- 2005 : 5e du Vendée Globe
- 2004 : 8e de la Transat anglaise
- 2003 : 5e de la Transat Jacques-Vabre avec Isabelle Autissier

### Sodebo
Avec Thomas Coville
- 2001 : 6e du Vendée Globe
- 1999 : 1er de la Transat Jacques-Vabre avec Hervé Jan

Avec Raphaël Dinelli
- 1998 : 3e de la Route du Rhum